# رودریگو دپتروس
رودریگو دپتروس (انگلیسی: Rodrigo Depetris؛ زادهٔ ۵ مهٔ ۱۹۹۰) بازیکن فوتبال اهل آرژانتین است.
از باشگاه‌هایی که در آن بازی کرده‌است می‌توان به باشگاه فوتبال اتلتیکو تیگره اشاره کرد.